# WTA Challenger Charleston
Das WTA Challenger Charleston (offiziell: Fifth Third Charleston 125; früher: LTP Women’s Open) ist ein Tennisturnier der WTA Challenger Series, das in der US-amerikanischen Stadt Charleston ausgetragen wird. Im Jahr 2024 gab es zwei Auflagen, die zweite unter anderer Turnierlizenz und auf Sandplatz.

## Siegerliste

### Einzel
| Jahr   | Siegerin               | Finalgegnerin   | Ergebnis       |
| ------ | ---------------------- | --------------- | -------------- |
| 2021   | Varvara Lepchenko      | Jamie Loeb      | 7:64, 4:6, 6:4 |
| 2024   | Elisabetta Cocciaretto | Diana Schneider | 6:3, 6:2       |
| 2024-2 | Renata Zarazúa         | Hanna Chang     | 6:1, 7:64      |

### Doppel
| Jahr   | Siegerinnen                          | Finalgegnerinnen               | Ergebnis         |
| ------ | ------------------------------------ | ------------------------------ | ---------------- |
| 2021   | Liang En-shuo Rebecca Marino         | Erin Routliffe Aldila Sutjiadi | 5:7, 7:5, [10:7] |
| 2024   | Olivia Gadecki Olivia Nicholls       | Sara Errani Tereza Mihalíková  | 6:2, 6:1         |
| 2024-2 | Nuria Brancaccio Leyre Romero Gormaz | Kayla Cross Liv Hovde          | 7:66, 6:2        |